# Ondella
L'Ondella est un petit cours d'eau d'une longueur de 10 km qui coule dans la région du Piémont au nord-ouest de l'Italie.

## Géographie
Le torrent provient des pentes du Mottarone, depuis l'Alpe Nuovo, dans la municipalité de Armeno.
Il coule avec un cours en forme de « S » et reçoit quelques petits ruisseaux de gauche et de droite. Il se jette dans l'Agogna.